# Samariscus filipectoralis
Samariscus filipectoralis is een  straalvinnige vissensoort uit de familie van schollen (Pleuronectidae). De wetenschappelijke naam van de soort is voor het eerst geldig gepubliceerd in 1982 door Shen.
De soort staat op de Rode Lijst van de IUCN als Onzeker, beoordelingsjaar 2009.